# П-1
П-1 «Стрела» (КСЩ — Корабельный снаряд «Щука», индекс ГРАУ — 4К32, по классификации МО США и НАТО — SS-N-1 Scrubber (рус. Скребок)) — советская крылатая противокорабельная ракета, стояла на вооружении ВМФ СССР в 1950-1960-х годах.
Разработана в ГосНИИ-642 (с 1957 года включено в состав ОКБ-52 МАП).
Испытания проходили в 1957—1958 на эсминце «Бедовый». На вооружении в СССР с 1958 года. Запускалась с рельсового пускового устройства СМ-59.
В ходе модернизации кораблей-носителей проекта 56 с 1966 по 1977 ракетные установки были демонтированы и заменены на П-15 Термит (4К40, SS-N-2 Styx), проект 57 подвергся более глубокой модернизации, с установкой ЗРК «Волна».

## Тактико-технические характеристики
- Система наведения: активная радиолокационная головка самонаведения
- Длина: 7,6 м
- Диаметр: 900 мм
- Размах крыльев: 4,6 м
- Масса: 3100 кг
- Боевая часть: 320 кг
- Двигательная установка:
- Дальность: 40 км

## Эксплуатанты
СССР
- Эсминцы классов 56М и 57-бис.